# Nick Nolte
Nicholas King "Nick" Nolte (født 8. februar 1941 i Omaha, Nebraska) er en amerikansk filmskuespiller og filmproducer. Han vandt en Golden Globe Award i 1992 for sin rolle i The Prince of Tides og blev i 1998 nomineret til en Oscar for bedste mandlige hovedrolle for sin medvirken i Affliction.
Nolte spillefilmdebuterede i 1975, og blev lagt mærke til i fjernsynsserien Rich Man, Poor Man (To brødre, 1976). Nolte har siden været en alsidig, uglamourøs hovedrolleindehaver i amerikansk film med roller som Vietnamveteranen i Karel Reisz' Who'll Stop the Rain? (Dog Soldiers - Stop regnen, 1978), den hjemløse i Paul Mazurskys Down and Out in Beverly Hills (Helt på spanden i Beverly Hills, 1986) og et ulykkelig offer for overgreb i Barbra Streisands The Prince of Tides (Savannah, 1991). I James Ivorys Jefferson in Paris (Jefferson i Paris, 1995) spillede han imidlertid Thomas Jefferson, senere USA's 3. præsident, og i Terrence Malicks The Thin Red Line (Den tynde røde linje, 1998) var han oberstløjtnant under krigen i Stillehavet. Noltes rollefigurer har ofte været på kant med øvrighed og samfund, en rolle han nogen gange også har spillet i det virkelig liv gennem alkoholmisbrug og mindre lovbrud.

## Filmografi i udvalg
- 48 timer (1982)
- Under Fire (1983)
- New York Stories (1989)
- Nye 48 timer (1990)
- Cape Fear (1991)
- The Prince of Tides (1991)
- Affliction (1997)
- Nightwatch (1997)
- U Turn (1997)
- The Thin Red Line (1998)
- Hulk (2002)
- Hotel Rwanda (2004)
- The Mysteries of Pittsburgh (2008)
- Parker (2013)
- Angel Has Fallen (2019)

## Awards
- 1991 – Los Angeles Film Critics Association: Best Actor, The Prince of Tides
- 1991 – Golden Globe: Best Actor in a Motion Picture (Drama), The Prince of Tides
- 1992 – Chosen as People Magazine's Sexiest Man Alive
- 1998 – New York Film Critics Circle – Best Actor, Affliction
- 1998 – National Society of Film Critics – Best Actor, Affliction